# Parafia Narodzenia Najświętszej Maryi Panny w Tarnowie
Parafia Narodzenia Najświętszej Maryi Panny w Tarnowie – parafia katedralna znajdująca się w diecezji tarnowskiej w dekanacie Tarnów Południe. Kościołem parafialnym jest katedra tarnowska, która jest bazyliką mniejszą.
Kościół parafialny wzniesiony został w I połowie XIV w. Od początku swojego istnienia nosił wezwanie Narodzenia Najświętszej Maryi Panny. O jego znaczeniu i prestiżu świadczy fakt, że w 1329 odbyła się w nim konsekracja biskupia bł. Jakuba Strepy (późniejszego arcybiskupa halicko - lwowskiego). W 1400 biskup krakowski Piotr Wysz podniósł kościół do godności kolegiaty powołując przy nim Kapitułę Kolegiacką. W 1786, w związku z utworzeniem przez papieża Piusa VI Diecezji Tarnowskiej (diecezja została zlikwidowana po III rozbiorze Polski, stolica biskupia powróciła do Tarnowa w 1826), świątynia otrzymała tytuł katedry, a parafia, tym samym, tytuł parafii katedralnej. 14 kwietnia 1972 mocą listu apostolskiego "Cum beatissima" Pawła VI katedra tarnowska otrzymała tytuł Bazyliki Mniejszej.

## Proboszczowie
- Ks. Paweł Rola Lubieniecki (1786–796)
- Ks. Franciszek Haydecki (1796–803)
- Ks. Antoni Skibiński (1803–1807)
- Ks. Stanisław Zabierzewski (1808–1832)
- Ks. Józef Gluziński (1832–1845)
- Ks. Franciszek Szlosarczyk (1845–1850)
- Ks. Michał Król (1850–1879)
- Ks. Wawrzyniec Gwiazdoń (1879–1881)
- Ks. Józef Leśny (1881–1888)
- Ks. Franciszek Leśniak (1888–1915)
- Ks. Józef Bąba (1915–1916)
- Ks. Kasper Mazur (1916–1936)
- Ks. Jan Bochenek (1936–1976)
- Ks. Kazimierz Kos (1977–1995)
- Ks. Stanisław Salaterski (1995–2014) – następnie biskup pomocniczy tarnowski
- Ks. Adam Nita (2014–nadal)

## Stowarzyszenia i grupy religijne działające przy parafii
- Rada Duszpasterska Parafii Katedralnej
- Parafialny Oddział Akcji Katolickiej
- Parafialny Oddział "Caritas"
- Stowarzyszenie Rodzin Katolickich
- Straż Honorowa Najświętszego Serca Pana Jezusa
- Towarzystwo Przyjaciół WSD w Tarnowie
- Katolickie Stowarzyszenie Młodzieży
- Liturgiczna Służba Ołtarza
- Dziewczęca Służba Maryjna
- Rycerstwo Niepokalanej
- Wspólnota Krwi Chrystusowej
- Tarnowska Straż Papieska
- Róże Różańcowe
- Świetlica Parafialna "U Jana Pawła II"